# John Le Marchant
John Gaspard Le Marchant, né le 9 février 1766 à Amiens et mort le 22 juillet 1812 à la bataille des Arapiles, en Espagne, est un officier général britannique. Considéré comme l'un des meilleurs officiers de cavalerie britanniques de sa génération, ses travaux en tant que théoricien militaire ont une grande influence sur les méthodes d'organisation de l'armée anglaise. Il est également à l'origine de la création de la première académie militaire de Grande-Bretagne — l'actuelle académie royale de Sandhurst. Il participe activement aux guerres de la Révolution française et à la guerre d'indépendance espagnole, au cours de laquelle il est tué en menant une charge de sa cavalerie.

## Biographie

### La jeunesse de John Le Marchant et les débuts d'une carrière
John Gaspard Le Marchant est le fils d'un officier de dragons, John Le Marchant, issu d'une vieille famille de Guernesey. Sa mère, Marie, est la fille du comte Hirzel de Saint-Gratien et une descendante du célèbre chef protestant Gaspard de Coligny, d'où l'origine du deuxième prénom de Le Marchant. Ce dernier naît le 9 février 1766 à Amiens, au domicile de son grand-père maternel. Après un passage à l'école du docteur Morgan à Bath, où il se fait remarquer comme « l'un des deux plus grands crétins qui soient jamais passés par là » — l'autre étant le futur amiral Sidney Smith —, Le Marchant tempère son comportement turbulent et s'enrôle dans un régiment de la milice du Wiltshire. 
En 1783, il est transféré à l'armée régulière et obtient le grade d'enseigne au 1er régiment d'infanterie Royal Écossais. Il sert un temps en Irlande et à Gibraltar avant de passer dans la cavalerie au sein du 6e régiment de dragons « Inniskilling ». À l'automne 1789, le jeune Le Marchant est promu lieutenant au 2e régiment des Dragoon Guards, surnommé les « Queen's Bays ». Deux ans plus tard, en 1791, il devient capitaine et dirige alors une compagnie.

### Premières campagnes et publication d'un manuel d'escrime
Le Marchant sert ensuite en tant que brigade major (chef d'état-major de brigade) pendant la campagne de Flandres de 1793-1795, qui se solde par un désastre pour la Grande-Bretagne et les puissances alliées unies contre la France. En l'absence de son supérieur, il commande brièvement son régiment en sa qualité d'officier le plus ancien. Son expérience du terrain le sensibilise à la mauvaise qualité du matériel et de l'entraînement de la cavalerie britannique. À l'inverse, il est impressionné par la bonne tenue de la cavalerie autrichienne, qui opère alors aux côtés des Anglais, et est particulièrement frappé par la remarque désobligeante d'un officier autrichien qui considère l'escrime britannique comme « très divertissante » mais s'apparentant davantage à « quelqu'un en train de couper du bois ».

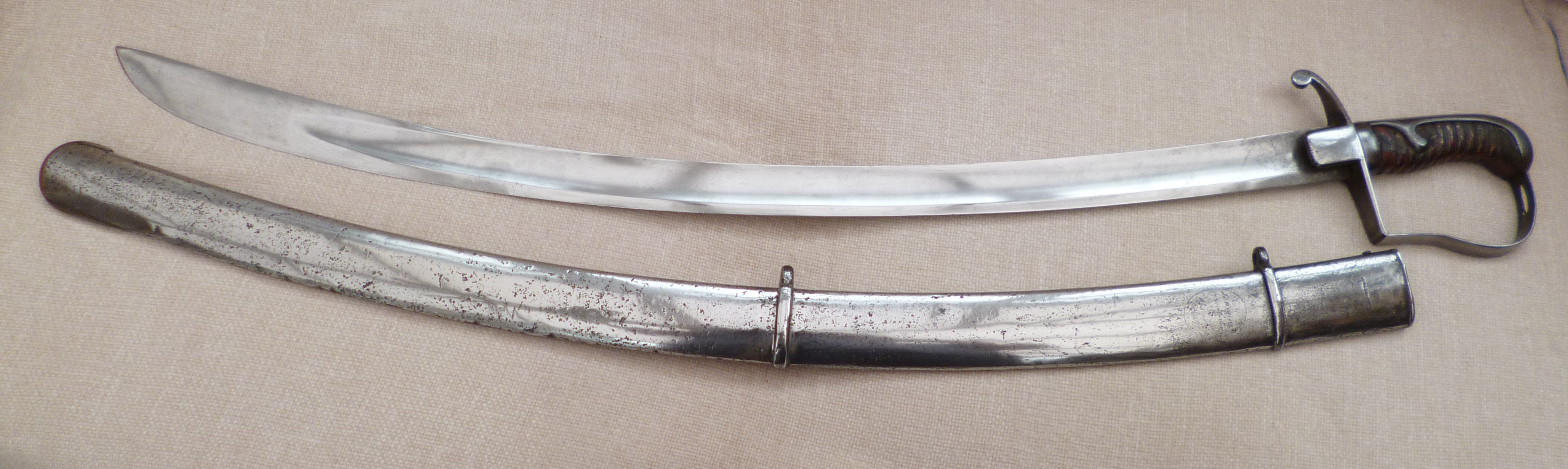
Un exemplaire du sabre de cavalerie légère modèle 1796 conçu par Le Marchant.

De retour en Grande-Bretagne, Le Marchant s'attèle à réformer l'équipement et les techniques de combat de l'arme dans laquelle il sert. De 1795 à 1796, en collaboration avec le fabricant d'armes de Birmingham Henry Osborn, il conçoit un nouveau sabre de cavalerie qui est adopté par les dragons légers et les hussards britanniques. En revanche, sa tentative d'introduire un sabre de cavalerie lourde calqué sur le modèle autrichien n'a que peu de succès. Outre ces améliorations du matériel, il rédige un traité d'instruction pour le combat à cheval (The Rules and Regulations of the Sword Exercise of the Cavalry) qui est intégré en 1796 au règlement officiel des forces armées. La pratique de l'escrime se diffuse rapidement dans toutes les classes de la société ; le roi George III s'y familiarise et les chemins de campagne abondent bientôt de petits garçons se frappant avec des bâtons. 
Le Marchant, lui-même excellent cavalier et fin bretteur, voyage dans tout le pays pour transmettre aux instructeurs britanniques ses méthodes de combat. N'ayant pu se rendre en Irlande, il demande à son beau-frère, le lieutenant Peter Carey du 16e dragons légers, d'y assurer les leçons d'escrime à sa place. En 1797, sur intervention du roi, Le Marchant est élevé au grade de lieutenant-colonel. Son amitié avec George III joue un rôle décisif dans sa carrière, dans la mesure où l'influence de sa famille et les moyens financiers à sa disposition ne sont pas suffisants pour lui garantir un avancement rapide,.
Avec son nouveau grade, il passe commandant en second du 7e régiment de dragons légers où il a pour supérieur le colonel Henry William Paget, futur comte d'Uxbridge. Les deux hommes entretiennent des rapports cordiaux mais la personnalité de Paget, cavalier élégant et fortuné, contraste fortement avec celle de Le Marchant qui a du mal à s'habituer à sa compagnie. Il obtient en définitive d'être affecté à son ancien régiment, le 2d Dragoon Guards, en tant que colonel en titre.

### Fondateur de la première école militaire britannique

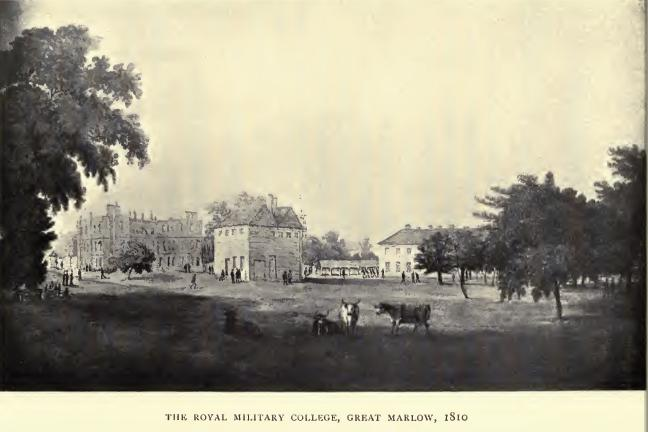
L'école militaire de Great Marlowe en 1810.

Dans les années 1800, le Royaume-Uni ne dispose d'aucune institution destinée à la formation des officiers, en dehors de l'école d'instruction pour les officiers d'artillerie à Woolwich. En 1801, le projet de Le Marchant de transformer les établissements de High Wycombe et de Great Marlowe en écoles militaires est approuvé par le Parlement et un crédit de 30 000 £ voté pour la réalisation des travaux, ce qui n'est pas sans soulever de nombreuses protestations. Les deux écoles d'origine sont par la suite fusionnées et transférées au Royal Military College de Sandhurst construit à cet effet. La mission des écoles militaires est de contribuer tout à la fois à l'instruction des officiers d'état-major en service dans l'armée d'active et de former les jeunes hommes se destinant au grade d'officier. 
Le Marchant devient le premier lieutenant-gouverneur de l'école et conserve ce poste neuf années durant. Durant cette période, il supervise l'entraînement de nombreux officiers qui combattent plus tard avec distinction sous les ordres de Wellington au cours de la guerre de la péninsule Ibérique. Des officiers ayant déjà accompli une longue carrière, tels que le futur général Robert Ballard Long, assistent même aux cours afin d'approfondir leurs connaissances militaires. Cette école est l'ancêtre de l'actuelle académie royale militaire de Sandhurst, créée en 1947. En 1804, Le Marchant est remercié par George III en personne : « le pays, lui dit-il, vous est grandement redevable »,.

### Dans la péninsule Ibérique: de Villagarcia aux Arapiles

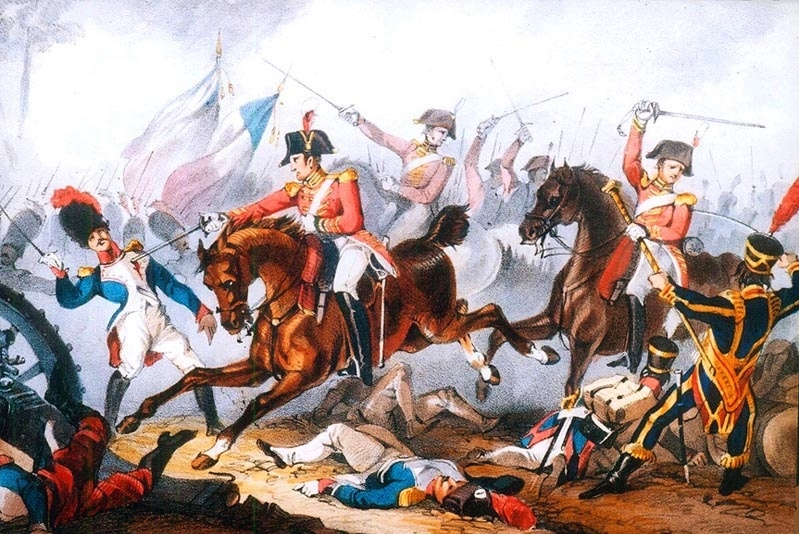
Le Dragoon Guards de Le Marchant charge l'infanterie française lors de la bataille des Arapiles, le 22 juillet 1812.

Promu au grade de major-général en 1811, Le Marchant reçoit le commandement d'une brigade de cavalerie lourde engagée dans la guerre d'indépendance espagnole. Au cours de la bataille de Villagarcia, le 11 avril 1812, les dragons légers du général Stapleton Cotton se retrouvent en difficulté face à la cavalerie française du général Lallemand. La brigade Ponsonby cède progressivement du terrain lorsque Le Marchant, qui a sous ses ordres le 5th Dragoon Guards, lance une charge de flanc parfaitement synchronisée qui balaie la cavalerie française en quelques minutes. Le Marchant fait preuve à cette occasion d'un remarquable sens tactique et constate de ses propres yeux l'efficacité de son sabre aux mains des cavaliers britanniques.
Son heure de gloire intervient trois mois plus tard lors de la bataille des Arapiles, le 22 juillet 1812. Tandis que ses troupes se déploient face à l'aile gauche de l'armée française du maréchal Marmont, Wellington ordonne à Le Marchant de bousculer l'infanterie française à la première occasion. La dernière instruction qui parvient à ce dernier est : « vous devrez alors charger à fond ». Dans le sillage de la 5e division d'infanterie, Le Marchant enlève les 3e et 4e régiments de dragons ainsi que le 5th Dragoon Guards dans ce qui est probablement la charge la plus destructrice accomplie par une brigade de cavalerie durant les guerres napoléoniennes. La gauche du dispositif de Marmont est en train de craquer sous la pression des 3e et 5e divisions alliées quand les dragons de Le Marchant font leur apparition. Les bataillons français sont enfoncés les uns après les autres et de nombreux fantassins impériaux se rendent d'eux-mêmes à l'infanterie britannique pour échapper aux sabres des dragons. Dans la mêlée, Le Marchant tue de sa main plusieurs adversaires. Conscient d'avoir remporté un immense succès, il s'apprête à charger un groupe de soldats français à la tête d'un escadron lorsqu'une balle lui sectionne la colonne vertébrale, le tuant sur le coup.
Après la bataille, Wellington écrit dans son rapport : « la cavalerie sous les ordres du lieutenant-général Sir Stapleton Cotton a chargé avec beaucoup de bravoure et de succès un corps d'infanterie ennemie, qu'elle a culbutée et taillée en pièces. Dans cette charge, le major-général Le Marchant a été tué à la tête de sa brigade, et je dois déplorer ici la perte d'un officier des plus capables »,. Son commandement est relevé par le général William Ponsonby et sa dépouille inhumée sur le champ de bataille des Arapiles.

## Héritage

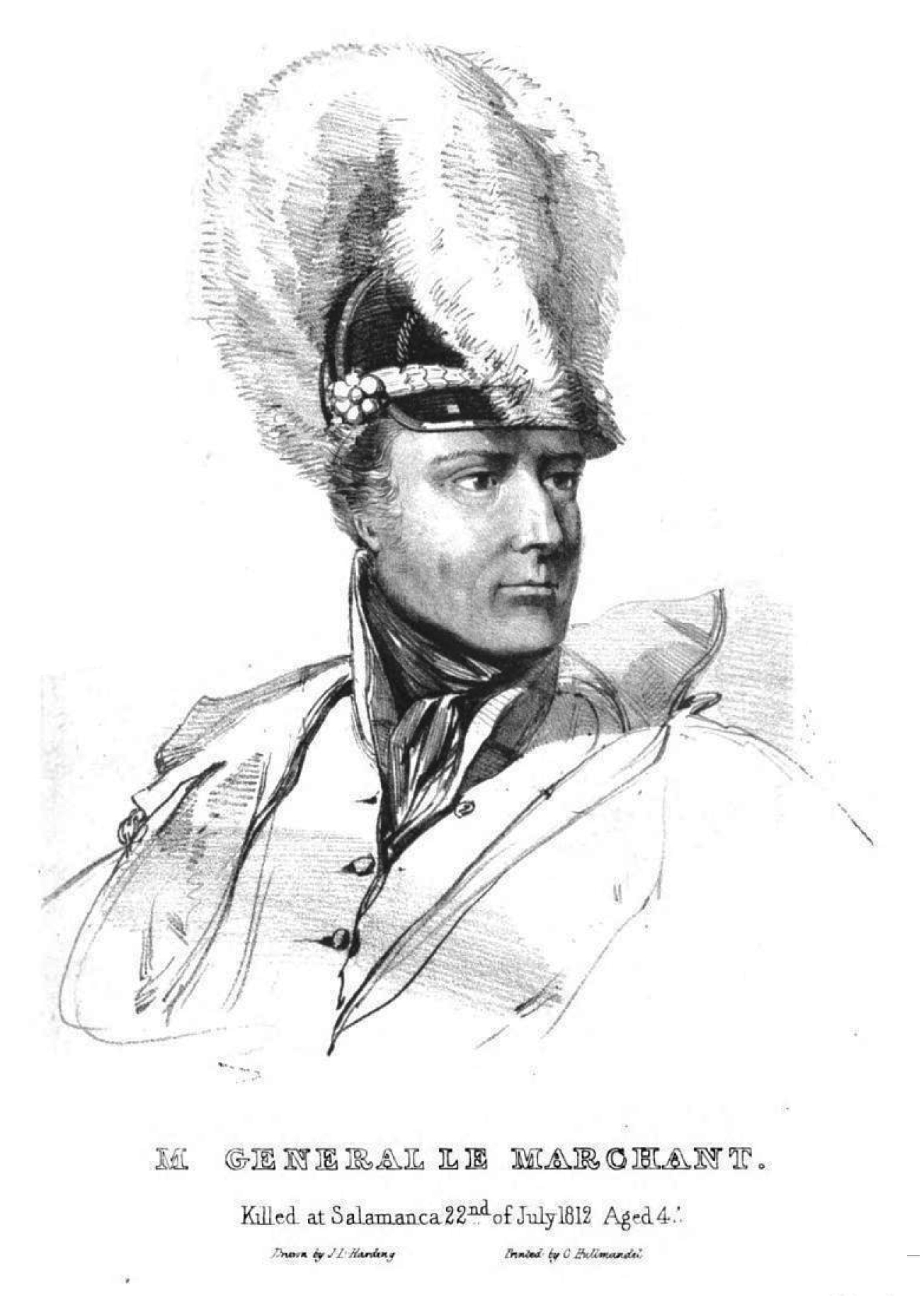
Le major-général John Le Marchant.

Le Marchant est à l'origine de progrès considérables dans l'organisation et la mise en œuvre opérationnelle de l'armée britannique. Sa doctrine d'emploi du sabre augmente de façon notable les performances de la cavalerie britannique sur le champ de bataille. L'école militaire fondée à son initiative forme des officiers d'état-major particulièrement compétents, communément appelés les « Wycombites ». Beaucoup d'entre eux remplissent par la suite d'importantes fonctions durant la guerre de la péninsule Ibérique et la campagne de Belgique en 1815. Il est également partisan d'une instruction théorique des officiers plutôt que d'un apprentissage « sur le tas » des rudiments de leur profession.
Le Marchant est apprécié et admiré par nombre de ses camarades, soldats comme officiers. Le duc Frederick d'York, le commandant en chef de l'armée britannique, dit avoir pleuré en apprenant la mort du général,. John Sweetman dresse de lui le portrait suivant :

« Le Marchant, qui avait conservé de ses origines du Guernesey un accent français prononcé, était svelte, mesurait plus d'1,80 m et était un excellent cavalier. Il réalisa de nombreuses aquarelles et esquisses, jouait de la flûte, lisait abondamment et était dévoué à son épouse, avec laquelle il entretenait une correspondance régulière et foisonnante lorsqu'ils étaient éloignés l'un de l'autre. »

Le Marchant est par ailleurs l'auteur de plusieurs traités sur les tactiques de cavalerie et d'autres sujets militaires. La plupart, intégrés aux réglementations de l'armée, sont toutefois publiés de manière semi-anonyme, comme dans le cas des Rules and Regulations of the Sword Exercise (« Règles et règlements de l'exercice au sabre ») et de The Duties of Officers on the Outpost (« Le service des officiers aux avant-postes »). Son traité An Outline of the General Staff of the Army (« Aperçu de l'état-major général de l'armée ») est présenté au duc d'York en 1802. Si toutes ses recommandations ne sont pas prises en compte, certaines d'entre elles sont adoptées, telle que la création d'un « corps d'état-major » qui n'est pas étranger aux succès de l'armée britannique dans la péninsule Ibérique.

## Famille
Le 29 octobre 1789, il épouse Mary Carey, fille de John Carey de Guernesey. Il ressort des témoignages que Le Marchant est un mari aimant et un père dévoué. Sa femme meurt en couches en 1811, après avoir donné naissance à quatre garçons et six filles. Trois des fils de Le Marchant embrassent la carrière des armes. L'aîné, Carey, se distingue à de nombreuses reprises pendant la guerre d'Espagne ; mortellement blessé lors de la bataille de la Nive, il meurt le 12 mars 1814 à Saint-Jean-de-Luz. Le second, John Gaspard, sert dans les colonies et accède au rang de brigadier-général ; quant au troisième, Thomas, il est promu capitaine dans le 7th Dragoon Guards. À la mort de leur père, les enfants se voient octroyer une pension annuelle de 1 200 £ par le gouvernement et les plus jeunes d'entre eux sont confiés aux soins d'une tante.

### Citations originales
1. ↑  (en) « The country is greatly indebted to you »
2. ↑  (en) « The cavalry under Lieutenant-General Sir Stapleton Cotton made a most gallant and successful charge against a body of the enemy's infantry, which they overthrew and cut to pieces. In this charge Major-General Le Marchant was killed at the head of his brigade, and I have to lament the loss of a most able officer. »